# Kiro Urdin
Kiro Urdin (Macedonisch: Киро Урдин) (Strumica, 12 mei 1945), is een beeldend kunstenaar en filmregisseur. Hij wordt de onbetwiste mentor van het planetarisme genoemd.
Aanvankelijk zag het ernaar uit dat hij jurist zou worden. Hij behaalde een graad in de rechten aan de Universiteit van Belgrado in 1969. Van 1971 tot 1973 werkte hij als journalist en in oktober van dat jaar  vestigde hij zich in Parijs op Montmartre. Hij liet zich er inschrijven aan de Académie des Arts Plastiques. 
In 1977 gradueerde hij als regisseur aan de Parijse filmacademie.
In 1988 verliet hij Parijs en trok hij, samen met zijn manager Michael naar New York en Hollywood, waar zijn filmambitie aan bod kon komen. Hij regisseerde er een viertal films, waaronder The Art of Kiro Urdin.
Sedert 1986 exposeerde Urdin zijn abstraherende kunst over de hele wereld, van Yokohama, Los Angeles en Londen tot in Stockholm.

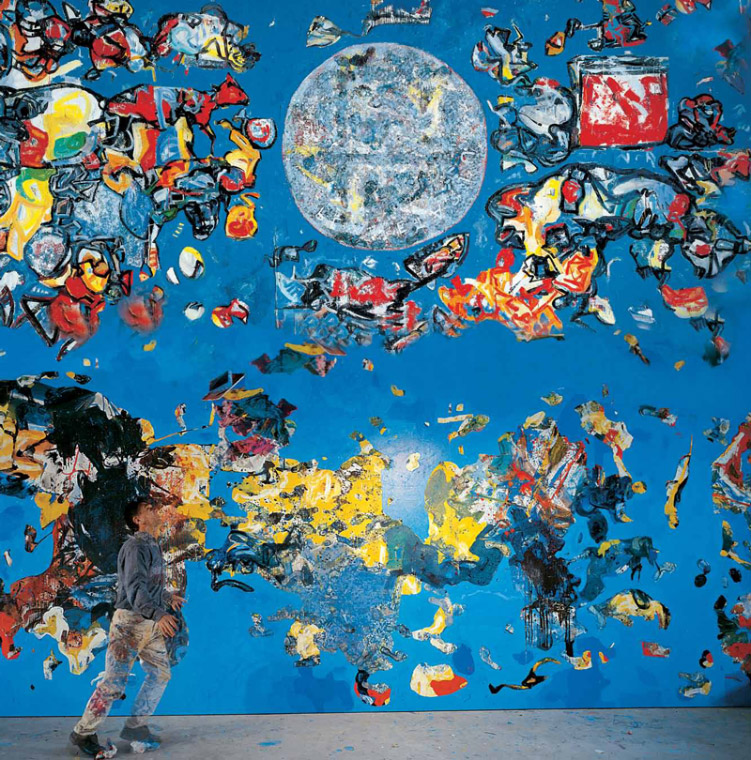
Het schilderij Planetarium

- Bibliothèque nationale de France: cb14958665g (data)
- Gemeinsame Normdatei: 122498151
- International Standard Name Identifier: 0000 0000 9332 5234
- Library of Congress Control Number: no2016043772
- Nationale Bibliotheek van Tsjechië: jo2012693351
- Nederlandse Thesaurus van Auteursnamen: 166106828
- RKD-Nederlands Instituut voor Kunstgeschiedenis: 78812
- Système universitaire de documentation: 200278452
- Union List of Artist Names: 500196982
- Virtual International Authority File: 137113022
- WorldCat: E39PBJhmPkhBpjW3W4V7mmf6rq